# Peter St. Clair-Erskine, 7. Earl of Rosslyn
Peter St. Clair-Erskine, 7. Earl of Rosslyn CVO QPM (* 31. März 1958) ist ein britischer Peer, parteiloser Politiker und Commander der Metropolitan Police Service in London. Beruflich verwendet er den Namen Peter Loughborough (abgeleitet von seinem Höflichkeitstitel Lord Loughborough).

## Leben
Peter St. Clair-Erskine ist der Sohn des Anthony Hugh Francis Harry St. Clair-Erskine, 6. Earl of Rosslyn, aus dessen Ehe mit Athenais de Rochechouart de Mortemart. Als Heir apparent seines Vaters führte er zu dessen Lebzeiten den Höflichkeitstitel Lord Loughborough. Er besuchte das Eton College und schloss sein Studium an der University of Bristol als Bachelor of Arts ab.
Beim Tod des Vaters im Jahre 1977 erbte er dessen Adelstitel als 7. Earl of Rosslyn, 7. Baron Loughborough und 11. Baronet, of Alva, sowie den mit den Titeln verbundenen Sitz im House of Lords. Er ist parteilos und gehört der Fraktion der Crossbencher an. Er gehörte zu den Lords, die nach dem House of Lords Act 1999 ihren Sitz im House of Lords behielten.
Er trat 1980 der Metropolitan Police bei. 2003 wurde er zum Leiter des Royalty and Diplomatic Protection Department (später umgegliedert zu Royalty and Specialist Protection Department, heute Protection Command). 2014 schied er aus dem aktiven Polizeidienst aus und erhielt das Hofamt des Master of the Household für den damaligen Prince of Wales und die Duchess of Cornwall.
Im Februar 2023 erhielt er von Charles III. die Ernennung zum Lord Steward des Königlichen Haushalts und zum Persönlichen Sekretär des Königs und der Königin.
Der Landbesitz des Earl of Rosslyn umfasst auch Roslin Castle und die weltberühmte Rosslyn Chapel. Der Earl ist Mitglied im Vorstand des Rosslyn Chapel Trust.

## Ehe und Nachkommen
Peter St. Clair-Erskine heiratete 1982 Helen M. Watters, mit der er zwei Söhne und zwei Töchter hat:
- Jamie William St. Clair-Erskine, Lord Loughborough (* 1986);
- Lady Alice St. Clair-Erskine (* 1988), Schauspielerin;
- Lady Lucia St. Clair-Erskine (* 1993);
- Hon. Harry St. Clair-Erskine (* 1995).

## Orden und Ehrenzeichen
- 2002: Queen Elizabeth II Golden Jubilee Medal
- 2009: Queen’s Police Medal (QPM)[3]
- 2012: Queen Elizabeth II Diamond Jubilee Medal
- 2014: Commander des Royal Victorian Order (CVO)[4]
- Police Long Service and Good Conduct Medal